# Cigarettes & Alcohol
〈Cigarettes & Alcohol〉 은 영국의 록 밴드 오아시스의 노래로서, 노엘 갤러거가 작곡하였다. 이 곡은 네 번째로 발매된 싱글이며, 그들의 데뷔 음반인 《Definitely Maybe》에 수록되어 있다. 또한 영국 차트에서 두 번째로 10위로 진입하고, 7위까지 올라갔으며(〈Live Forever〉보다 세 계단 위이다), 결국에는 차트에서 35주 동안 머물렀고, 75위로 재진입하여 1997년까지 머물렀다.

## 배경
초기 싱글인 〈Supersonic〉과 〈Shakermaker〉가 사이키델릭한 형상이고, 〈Live Forever〉가 좀 더 부드러운 코드와 상냥한 가사였던 데에 반해서, 〈Cigarettes & Alcohol〉은 오아시스가 발전시켜 나갔던 거친 태도를 처음으로 보여준 곡이다. 이 곡은 진부함과 겉보기에 하찮은 노동계급의 삶의 본성에 대한 치료제로서의 담배(Cigarettes), 술(Alcohol), 마약의 타고난 매력을 선언한다. "힘써서 직장을 구할 필요가 있어? 일할만한 가치가 없는데? (Is it worth the aggravation to find yourself a job when there's nothing worth working for?)" 같은 가사는 (이 곡이 발매되었던)1990년 중반, 많은 사람들의 마음을 두드렸고, 이는 오늘날 평범한 사람들의 감정과도 같다.
오아시스를 발굴한 알란 맥기는 처음 이 곡을 듣고, 이 곡은 지난 25년 동안 나온 훌륭한 사회적 발언을 담은 곡이라고 주장했다.
이 곡은 표절로 고소당한 오아시스의 두 번째 곡이다(첫 번째는 〈Shakermaker〉) . 이 곡의 메인 리프는 알려진 대로 티렉스의 〈Get It On〉에서 "빌려왔다". 또한 험블 파이가 커버한 'C'mon Everybody'의 오프닝과도 비슷하다.

## 트랙 목록
- CD CRESCD 190

1. "Cigarettes & Alcohol" – 4:48
2. "I Am the Walrus" (live) – 8:15
3. "Listen Up" – 6:39
4. "Fade Away" – 4:13

- 7" CRE 190

1. "Cigarettes & Alcohol" – 4:48
2. "I Am the Walrus" (live) – 8:15

- 12" CRE 190T

1. "Cigarettes & Alcohol" – 4:48
2. "I Am the Walrus" (live) – 8:15
3. "Fade Away" – 4:13

- Cassette CRECS 190

1. "Cigarettes & Alcohol" – 4:50
2. "I Am the Walrus" (live) – 8:15

- 1994년 6월 글래스고 캣하우스에서 녹음되었다고 주장하는 레코드 자켓 해설문과는 반대로, 〈I Am the Walrus〉는 사실 1994년 2월 6일 소니뮤직 관계자와의 면담의 일부분으로써, 스코틀랜드의 글리니글스 호텔 공연의 사운드체크 때 녹음 된 것이다. 원래 레코드 자켓 해설에 이 사실이 언급이 되지 않은 이유는 노엘이 이 곡이 회사와의 계약을 위한 자리에서 녹음되었다는 사실을 언급하는 것이 "XX같이 보인다"고 생각했기 때문이다. 이 트랙의 시작과 끝부분의 관중들의 소음은 노엘이 소장하고 있는 Faces의 부틀렉에서 따온 것이다.

- 〈Cigarettes & Alcohol〉은 노엘 갤러거가 쓰지 않은 곡이 포함되어 있는 최초의 싱글이다.

- Lock the Box 인터뷰에서 노엘은 "난 내가 이 곡을 맨체스터의 내 아파트에서 썼을 때를 기억해. 두 놈이 내 윗집에 살았는데, 그 당시는 내가 매우 괴짜였을 때였는데, 나는 XX 방에서 앰프에 내 일렉트릭 기타를 연결해놓고 곡을 쓰곤 했었어. 근데 한 놈이 계단을 내려가면서 나한테 "너 XX 그런 리프로 곡 쓸 건 아니지? 그건 매우 XXX야"라고 말했고 나는 "잘 들어 XX아, 이건 완성되면 매우 끝내줄거야" 라고 말했지" 라고 언급했다.

- 노엘은 또한 〈Cigarettes & Alcohol〉에 대해 "이 곡은 내겐 점점 더 나아져" 라고 이야기했다.

- 노엘은 그들이 〈Cigarettes & Alcohol〉을 발매할 때, 그는 그들이 얼마나 커지게 될 지 깨달았다고 주장했다. 그는 한 인터뷰에서 "그 때가 바로 우리가 안전벨트를 꽉 매어야 되겠다고 깨달았던 때였지. 이제부터 미칠 듯이 나아가게 될 테니까."라고 이야기했다.

## 세션
- 리암 갤러거 : 보컬
- 노엘 갤러거 : 리드기타
- 폴 "귁시" 맥귀건 : 베이스
- 토니 맥캐롤 : 드럼
- 폴 "본헤드" 아더스 : 리듬기타